# 倉島颯良
倉島 颯良（くらしま さら、2002年2月24日 - ）は、日本の女優。女性アイドルグループ・さくら学院の元メンバー。茨城県出身。アミューズを経て、トヨタオフィス所属。

## 略歴
2012年8月に開催された『ちゃおサマーフェスティバル2012』内の「ちゃおガール2012☆オーディション」で準グランプリを受賞し、同オーディションでグランプリの岡田愛、準グランプリの小林ももと共にアミューズに所属した。
2014年5月5日に開催された『さくら学院 2014年度 〜転入式〜』で、岡田愛と共にさくら学院に転入（加入）し、さくら学院のメンバーとしての活動を開始。クラブ活動（派生ユニット）では、バトン部（Twinklestars）と科学部（科学究明機構ロヂカ?）として活動。
2016年5月6日に開催された『さくら学院 2016年度 〜転入式〜』にて、6代目生徒会長（リーダー）に任命され、2017年3月25日に開催された『The Road to Graduation 2016 Final 〜さくら学院 2016年度 卒業〜』をもってさくら学院を卒業した。
2017年10月、日本テレビ系連続ドラマ『先に生まれただけの僕』にてテレビドラマ初出演。
2018年5月よりゲーム・アニメ雑誌『CONTINUE』にて読書コラムの連載を開始。
2019年公開のオムニバス映画『21世紀の女の子』では、総勢2000名が参加したオーディションにて女性同士の三角関係を描いた「珊瑚樹」の主演に抜擢された。監督の夏都愛未は、「一生懸命話すときの目線やしぐさから人としての真面目さを感じて。一緒にお仕事をしたいなと深く感じました。一目惚れでした。」と語っている。なお夏都の映画には、2023年に公開された『緑のざわめき』においても主要登場人物（主演の松井玲奈の異母姉妹役）として出演した。
2021年1月13日から2022年8月18日まで、OPENRECでさくら学院の後輩の新谷ゆづみと共に『Sara Yuzu TAKE』（全40回）を配信した。
2022年8月31日、自身のInstagramアカウントでアミューズを退所しフリーとなったことを発表し、2023年5月1日にトヨタオフィスに所属したことを発表した。
2023年6月に公開された内村光良監督の映画『夏空ダンス』では主演の島雄こなつに次ぐ2番目にクレジットされ、同年9月に内村が主催するコントライブ『内村文化祭'23 初心』に出演した際には、内村、ラランドに次ぐ3番目にクレジットされた。

## 人物
2017年時点で、自身について人見知りで口数もあまり多い方ではないと語っており、以前は演技に対する苦手意識が強かったが、中学2年生の頃から楽しくなりはじめ、さくら学院で同年代同士で切磋琢磨して活動していくうちに女優を志望するようになったという。また、2017年時点で他の人に負けないこととして「水族館愛」を挙げており、会いたい人として満島ひかりの他にさかなクンを挙げている。
2024年3月24日、大学を卒業したことを発表した。

## 出演

### 映画
- 名探偵コナン 異次元の狙撃手（2014年、東宝） - 声の出演[16]
- 茅ヶ崎物語 〜MY LITTLE HOMETOWN〜（2017年、ライブ・ビューイング・ジャパン）
- 21世紀の女の子 「珊瑚樹」（2019年2月8日、ABCライツビジネス） - 主演・ユミ 役[注 1][6][7]
- 男はつらいよ お帰り 寅さん（2019年12月27日、松竹）- 美佳子 役[17]
- 夏空ダンス（2023年6月30日公開、イオンエンターテイメント）[18]
- 緑のざわめき（2023年9月1日公開、SDP） - 小暮杏奈 役[19][20][21]

### テレビ番組
ドラマ
- 先に生まれただけの僕（2017年10月14日 - 12月16日、日本テレビ） - 横井菜月 役[14]
- アンナチュラル 第7話（2018年2月23日、TBS） - ミキ 役
- やけに弁の立つ弁護士が学校でほえる 第4話・第5話（2018年5月12日・19日、NHK総合） - 武井理沙 役
- 天使にリクエストを〜人生最後の願い〜 第1話・第2話（2020年9月19日・26日、NHK総合・NHK BS4K） - 大松幹枝（娘時代） 役
- さくらの親子丼 第3シリーズ（2020年10月17日 - 12月19日、フジテレビ） - 徳納朝子 役[22]
- 消えた初恋（2021年10月9日 - 12月18日、テレビ朝日） - 野々村美月 役
- 向かいのアイツ（2024年4月3日 - 、BS松竹東急） - 瀬古依子 役[23]

バラエティ
- ピラメキーノ640（2014年1月7日、テレビ東京）
- 日テレ系音楽の祭典 ベストアーティスト 2017（2017年11月28日、日本テレビ）

### インターネット
映画 
- DEAD OR ZOMBIE ゾンビが発生しようとも、ボクたちは自己評価を変えない（2022年、Hulu） - 石動早希 役

 ドラマ 
- アンダー・アワー・マスクス（2020年11月23日、YouTube） - クラシマ 役[24]
- 今の日本の家族会議 第1話 - 第4話（2021年9月13日 - 10月4日、NUMA） - 住澤晶 役

 トーク番組 
- Sara Yuzu TAKE（2021年1月13日 - 2022年8月18日、OPENREC.tv） - 全40回の新谷ゆづみとの共同の配信番組

### 舞台
- クイーンズ・スケッチ（2020年9月16日 - 24日） - アジタート（一条りすか） 役
- ♭FLATTO「じゃ歌うね、誕生日だしウチら」（2023年8月16日 - 20日） - ユウ 役
- 内村文化祭’23 初心（2023年9月9日・10日、KAAT神奈川芸術劇場）
- PLAYTIME（2024年6月28日 - 30日、7月5日 - 7日、参宮橋トランスミッション）

### ラジオ番組
- もちこみっ!（2017年11月18日、RKBラジオ）
- FMシアター（NHK-FM放送）
  - 良い子、母になる（2020年5月9日）
  - あなたは最期に（2021年11月27日）

### CM
- 小学館『ちゃお』（2013年 - 2014年）
- アガツマ
  - ガールズデザイナーコレクション（2013年）
  - スプレースター（2013年）
- 早稲田アカデミー[25]
  - 「変わるよ・女子」編（2016年）
  - 「変わるよ」編（2016年）
- 東進ハイスクール『英語4技能講座』（2018年）
- 旭化成ホームズ 新聞広告・カタログ・WEB（2018年）
- earth music&ecology
  - 「上機嫌でいこう」篇 （2018年）
  - 「2倍上機嫌でいこう」篇 （2018年）
- ジェイアール西日本デイリーサービスネット（2019年）

### 雑誌
- ニコ☆プチ（新潮社） - 読者モデル
- ちゃお（小学館） - モデル
- CONTINUE（2018年5月 - 、太田出版） - 読書コラム「本voyage」連載